# Cidaria kashmirica
Cidaria kashmirica är en fjärilsart som beskrevs av Moore 1888. Cidaria kashmirica ingår i släktet Cidaria och familjen mätare. Inga underarter finns listade i Catalogue of Life.